# HD 40307 d
HD 40307 d – planeta pozasłoneczna orbitująca wokół gwiazdy HD 40307. Znajduje się 42 lata świetlne od Ziemi w gwiazdozbiorze Malarza. Planeta została odkryta metodą Dopplera przy użyciu spektrometru HARPS w czerwcu 2008 roku. Z sześciu znanych planet orbitujących wokół HD 40307, HD 40307 d jest obiektem najmasywniejszym.

## Odkrycie
HD 40307 d została odkryta w ten sam sposób jak HD 40307 b i HD 40307 c, poprzez pomiary prędkości radialnej gwiazdy. Pomiarów dokonano przy użyciu spektrometru HARPS znajdującego się w Obserwatorium La Silla w Chile. Odkrycie zostało ogłoszone na konferencji w Nantes, we Francji, w czerwcu 2008 roku.

## Orbita i masa
HD 40307 d jest planetą o masie co najmniej 9,2 mas Ziemi. Ze wszystkich sześciu znanych obiektów tego układu planetarnego jest ona najmasywniejszym ciałem orbitującym wokół HD 40307. Jest prawie dwukrotnie cięższa od swojej siostry, HD 40307 b. HD 40307 d jest oddalona od swojej gwiazdy o 0,134 j.a., a rok na tej planecie trwa 20,46 dnia. Ekscentryczność orbity jest bardzo mała i nie ma wystarczających danych, by ją dokładnie określić.

## Charakterystyka
Z masą co najmniej 9,2 M🜨, HD 40307 d jest prawdopodobnie zbyt mała, by być gazowym olbrzymem. Koncepcja ta została podważona w 2009 roku, kiedy to stwierdzono, że jeżeli HD 40307 d jest superziemią, to musi być ciałem bardzo niestabilnym i zagrożonym pływami większymi od tych, na jakie narażony jest Io, jeden z księżyców Jowisza. Jeżeli HD 40307 d jest gazowym olbrzymem, to pływy nie są zagrożeniem dla planety. Niestety, odkrycie planety poprzez pomiar prędkości radialnej wyklucza pozyskanie dokładnych danych o promieniu czy temperaturze powierzchni.
W rezultacie tak silne pływy doprowadzają do zniszczenia większych naturalnych satelitów, przez co jest mało prawdopodobne, by HD 40307 d posiadała jakiekolwiek księżyce.